# 인낙조서
인낙조서는 청구의 인낙을 기재한 조서로 민사소송법 제220조에 의하여 기판력 등 확정판결과 동일한 효력이 인정된다. 청구의 인낙은 피고가 원고의 청구가 이유있다고 인정하는 것이고 이를 조서라는 공문서에 기재함으로써 소송은 종료된다. 인낙조서는 청구인용의 확정판결문과 같은 효력이 있어 이행청구의 경우에는 민사집행법 제56조5호에 의하여 강제집행을 하는데 사용될 수 있고, 형성청구의 경우에는 청구내용의 형성력이 있음을 입증하는데 사용될 수 있다.
인낙조서는 또한 민사소송법 제461조에 의한 준재심 청구의 대상이 된다.